# Klong Tum
Die Klong Tum (in Thai กลองตุ้ม) ist eine beidseitig bespielbare Trommel, die im südlichen Teil der Nordostregion von Thailand (Isan) eingesetzt wird.
Der Klangkörper besteht aus einer Schale aus Hartholz und misst bei einer Länge von etwa 40 Zentimetern rund 30 Zentimeter im Durchmesser. Die Trommelfläche ist mit Kuhfell bespannt. Sie wird an einem Pfosten aufgehängt und mit Schlägeln geschlagen.
Die Klong Tum wird in einem Ensemble zusammen mit Phin, Khaen usw. eingesetzt zu Mor Lam, Volkstanz während festlichen Umzügen und als Signal bei Tempelzeremonien und Begräbnissen.